# Plasma-Pulver-Auftragschweißen
Das Plasma-Pulver-Auftragschweißen (auch: PTA-Verfahren „Plasma-Transferred-Arc“) ist ein thermisches Beschichtungsverfahren zur Oberflächenbehandlung, welches Anfang des 20. Jahrhunderts vom heutigen JG-Konzern erfunden wurde. Bei diesem  Schweißverfahren, das primär zum Auftragschweißen von verschleiß- und korrosionsbeständigen Schichten auf ein Grundmaterial genutzt wird, wird eine Schutzschicht metallurgisch mit dem Grundmaterial (z. B. niedriglegierter Stahl, rostfreier Stahl, Gusseisen, Bronze, Nickelbasissuperlegierungen.) verbunden.

## Arbeitsprinzip
Beim  PTA-Auftragschweißen wird die Werkstücksoberfläche des zu schützenden Werkstückes mit einem Plasmalichtbogen angeschmolzen. Das Plasma wird mit Hilfe eines Plasmagases (z. B. Argon, Helium) durch einen Lichtbogen zwischen Kathode und Anode erzeugt. Der entstehende Plasmalichtbogen mit hoher Dichte dient als Wärmequelle und ein Metallpulver wird als Auftragsmaterial verwendet. Das Pulver wird im Plasmastrahl erhitzt und auf die Werkstücksoberfläche aufgetragen. Hier schmilzt es vollständig im Schmelzbad auf dem Substrat.
Das ganze Verfahren findet in der Atmosphäre eines Schutzgases (z. B. einem Argon-Wasserstoff-Gemisch) statt.

## Vorteile des Verfahrens
Das PTA-Verfahren ermöglicht eine niedrige Aufmischung (5–10 %), eine kleine Wärmeeinflusszone, eine große Auftragsrate (bis zu 20 kg/h) und eine echte metallurgische Verbindung zwischen dem Substrat und der Schicht. Durch den Zusatzwerkstoff in Pulverform, der einfacher herzustellen ist als z. B. Schweißstäbe oder -drähte, können nahezu beliebige Werkstoffe und Werkstoffkombinationen in allen Härtebereichen aufgetragen werden.
Das Verfahren überzeugt durch den hohen Automatisierungsgrad und daher durch eine hohe Reproduzierbarkeit der Schweißungen. Die vorrangig verwendeten Auftragsschweißpulver können als Nickelbasis-, Kobaltbasis- und Eisenbasislegierungen klassifiziert werden.